# Henschel Flugzeug-Werke
Die Henschel Flugzeug-Werke AG war ein zur Flugzeugherstellung im Jahr 1933 gegründetes Tochterunternehmen der deutschen Henschel & Sohn, das Militärflugzeuge und ferngelenkte Flugkörper vor allem im Zweiten Weltkrieg herstellte.

## Geschichte
Anfang der 1930er Jahre unternahm Henschel einige zunächst erfolglose Versuche, sich im Flugzeugbau zu etablieren. Verhandlungen über eine Teilhaberschaft mit Junkers, Arado, den Bayerischen Flugzeugwerken und Rohrbach führten zu keinem Ergebnis.

### Unternehmensaufbau ab 1933

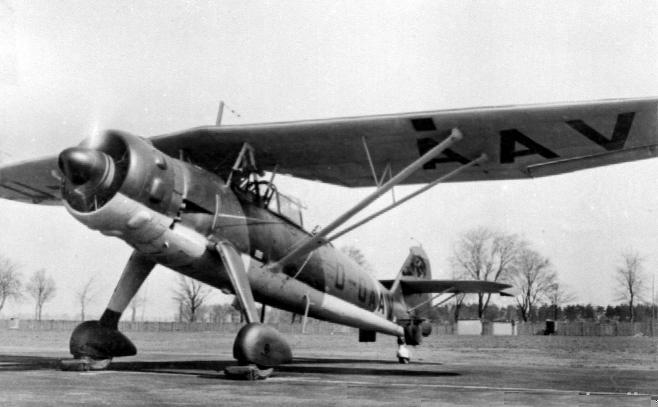
Hs 126

Nach Fürsprache des Staatssekretärs im Reichsluftfahrtministerium Erhard Milch wurde am 30. März 1933 die Henschel Flugzeug-Werke AG (HFW) in Kassel gegründet. Direktor war Walter Hormel, Aufsichtsratsvorsitzender war Oscar Robert Henschel. Zunächst wurden Räumlichkeiten am Flugplatz Berlin-Johannisthal gemietet. Im Mai desselben Jahres schloss Henschel mit dem Karosseriebau-Unternehmen Ambi-Budd einen Nutzungsvertrag über deren Räumlichkeiten in Schönefeld auf dem heutigen Flughafen Berlin-Schönefeld ab; am 17. Juli 1933 kamen Gebäude auf dem Flugplatz Johannisthal in Berlin hinzu. Erste Flugzeugtypen waren das Schulflugzeug Hs 121 und der Schuleinsitzer Hs 125, die jedoch Prototypen blieben.
Am 15. Oktober 1934 übernahm Henschel in Schönefeld die im Interesse der „Landesverteidigung“ enteigneten Flächen des Karl Wrede gehörenden Rittergutes und baute sie bis 1936 zum Stammwerk der Flugzeug-Werke aus. Die Planung übernahm Otto Biskaborn, der Baudirektor der Henschel-Werke in Kassel. 1936 wurden dort in Lizenz die ersten 24 Flugzeuge Do 23 gebaut. Im selben Jahr erschien das erste erfolgreiche Flugzeugmuster von Henschel, das Sturzkampfflugzeug Hs 123. Als Tochtergesellschaft der Flugzeugwerke wurde im Jahr 1936 die Henschel Flugmotorenbau GmbH (HFM) gegründet, die im Lohwald bei Altenbauna (heute Baunatal) eine völlig neue Produktionsstätte baute.
Im Spanischen Bürgerkrieg kamen an die Legion Condor gelieferte Henschel-Flugzeuge bei der Zerstörung von Städten zum Einsatz.
Aufgrund des Mangels an geeigneten Fachkräften wurde 1937 in Schönefeld ein Ausbildungskomplex für Metallflugzeugbauer errichtet, damals einer der größten im Deutschen Reich. 1938 begann im Johannisthaler Werk 2 die Serienproduktion des Aufklärers Hs 126.

### Zweiter Weltkrieg ab 1939

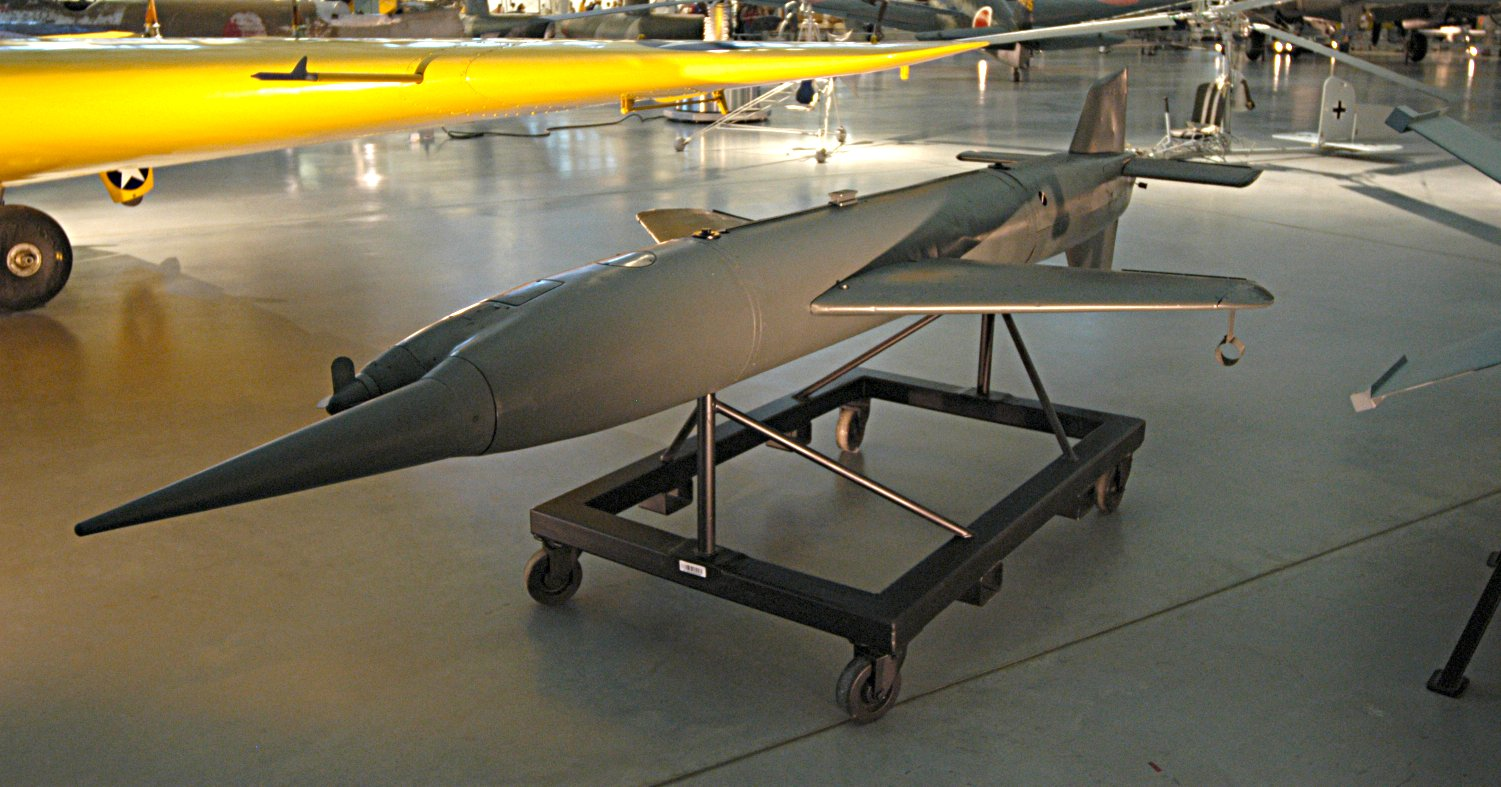
Hs 117 „Schmetterling“

1940 wurde in der Abteilung F die Entwicklung ferngelenkter Flugkörper aufgenommen, so zum Beispiel der Gleitbombe Hs 293 oder der Flugabwehrrakete Hs 117 „Schmetterling“. Im gleichen Jahr kam es zum ersten Einsatz von Zwangsarbeitern aus Polen, der Tschechoslowakei, Frankreich und den Niederlanden.
Ab 1942 entwickelte Konrad Zuse für die Henschel Flugzeug-Werke in Schönefeld den HS-1, einen elektromechanischen digitalen Rechner, um die Produktion der Hs 293 zu beschleunigen. Dies erlaubte die Automatisierung von zuvor aufwendigen und immer dem gleichen Muster folgenden Berechnungen durch menschliche Kräfte unter Zuhilfenahme von analogen Rechenmaschinen. Der später von ihm entwickelte Rechner HS-2 wurde zwar fertiggestellt, jedoch nicht mehr produktiv eingesetzt. Er hätte die Messung selbst automatisiert, was den ersten konstruierten Analog-Digital-Wandler darstellt.
Im Herbst 1943 stellte Hermann Göring die langfristige Planung vor, nach der die Hauptpfeiler der Produktion der Henschel Flugzeug-Werke keine Priorität mehr hatten. Henschel richtete sich daraufhin neu auf Jagdflugzeuge aus.
1944 umfassten die Henschel Flugzeug-Werke acht Hauptbetriebe in Berlin und Kassel mit 17.100 Beschäftigten sowie Büros in sechs europäischen Hauptstädten. Im Rahmen des Totalen Krieges wurden weitere Produktionskomplexe errichtet, unter anderem als Außenstelle der Konzentrationslager Ravensbrück und Mittelbau-Dora.
Ab Mitte 1944 wurden als Rückzugsort für die Beschäftigten wenig genutzte Stollen ausgehoben, zudem wurden Splittergräben angelegt. Außerdem wurden drei Löschwasserbecken ausgehoben. Von Dezember 1944 bis März 1945 wurden Teile der Schönefelder Produktion in die U-Bahnhöfe Grenzallee und Seestraße ausgelagert. Gegen Kriegsende war die Produktion abgesehen von Flügelteilen der Me 109 fast vollständig eingestellt, die Belegschaft abgesehen von den Fertigungsstraßen im Lageranteil an andere Flugzeugbauer ausgeliehen.
Am 22. April 1945 wurden die durch Bombenangriffe stark beschädigten, aber nicht zerstörten Produktionskomplexe in Schönefeld von der Roten Armee besetzt und durch Walter Hormel übergeben. Ab 1. Mai 1945 begann die Rote Armee mit der Demontage des Werkes. Das Potsdamer Abkommen vom 2. August 1945 verbot die Herstellung von militärisch nutzbaren Flugzeugen. Am 21. Oktober wurde die Henschel Flugzeug-Werke AG in einer Universalversammlung aufgelöst.

### Neugründung ab 1956

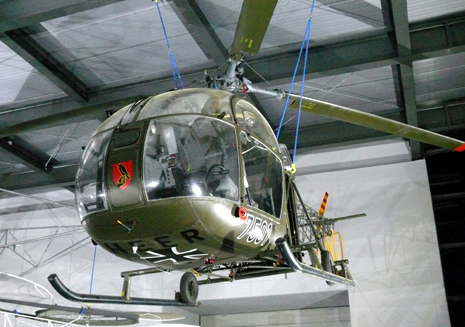
SE.3130 Alouette II der Heeresfliegertruppe der Bundeswehr im Hubschraubermuseum Bückeburg

Im Jahr 1956 gründete Henschel mit der Henschel Flugzeugwerke AG ein Tochterunternehmen unter dem vorherigen Namen. Das Unternehmen mit einer Werfthalle, Hangar und großzügigem Hubschrauberlandeplatz hatte seinen Sitz zunächst im Henschel-Werk Kassel-Mittelfeld. Ein Zweigwerk befand sich bei Kruft auf dem Plaidter Hummerich, einer etwa 300 Meter hohen Erhebung, die zwischenzeitlich dem Lava-Abbau zum Opfer gefallen ist. Die erste Funktion war die Betreuung von Hubschraubern der Bundeswehr vom Typ Alouette II SE 3130 und Sikorsky S-58/H34. Später kam die Betreuung von Grenzschutz- und Polizeihubschraubern hinzu und auf dem alten Flugplatz Kassel-Waldau wurde die deutsche Generalvertretung der Piper Aircraft eingerichtet. Damals hatte das Unternehmen bis zu 450 Beschäftigte und entwickelte zudem Prüfstände für Hubschraubergetriebe nach dem Verspannprinzip sowie Rotorprüfstände.
1970 erlangten die Vereinigten Flugtechnischen Werke (VFW) eine Mehrheitsbeteiligung an der HFW, die daraufhin auch die Betreuung von Getrieben und Rotorköpfen der Bundeswehrhubschrauber vom Typ Sikorsky CH-53 übernahm. Das Zweigwerk auf dem Hummerich wurde um 1970 geschlossen. In der Folge wurde das HFW-Werk von Kassel-Mittelfeld auf den neuen Flughafen Kassel-Calden verlegt. Im Jahr 1981 übernahm Messerschmitt-Bölkow-Blohm (MBB) die VFW. MBB löste als VFW-Anteil die Hubschrauberbetreuungsaktivitäten aus der HFW und schlug sie dem MBB-Hubschrauberbereich zu. Die verbliebenen Anteile der Getriebebetreuung wurden von Henschel als deren Anteil an ZF Friedrichshafen verkauft. Die Piper-Aktivitäten wurden von Mitarbeitern übernommen und weitergeführt.

## Fertigung

### Lizenzbau
Ein Großteil der Flugzeuge wurde unter Lizenz gebaut, insbesondere für Focke-Wulf, Dornier und Junkers. Ein Großteil des Umsatzes des Unternehmens ging auf diesen Lizenzbau zurück.
| Bezeichnung | Beginn | Typ                          | Lizenzgeber   | Kommentar                   |
| ----------- | ------ | ---------------------------- | ------------- | --------------------------- |
| W 33        |        | Mehrzweckflugzeug            | Junkers       |                             |
| W 34 hi/hau |        | Mehrzweckflugzeug            | Junkers       |                             |
| Do 23       | 1936   | Bomber                       | Dornier       |                             |
| Do 17       | 1938   | Bomber                       | Dornier       |                             |
| Ju 86 A/D   |        | Bomber                       | Junkers       |                             |
| Ju 88       | 1938   | Bomber / Zerstörer           | Junkers       |                             |
| Ju 188      | 1942   | Bomber / Aufklärungsflugzeug | Junkers       |                             |
| Me 109      | 1944   | Jagdflugzeug                 | Messerschmitt | Lediglich linker Tragflügel |

### Entwickelte Flugzeuge

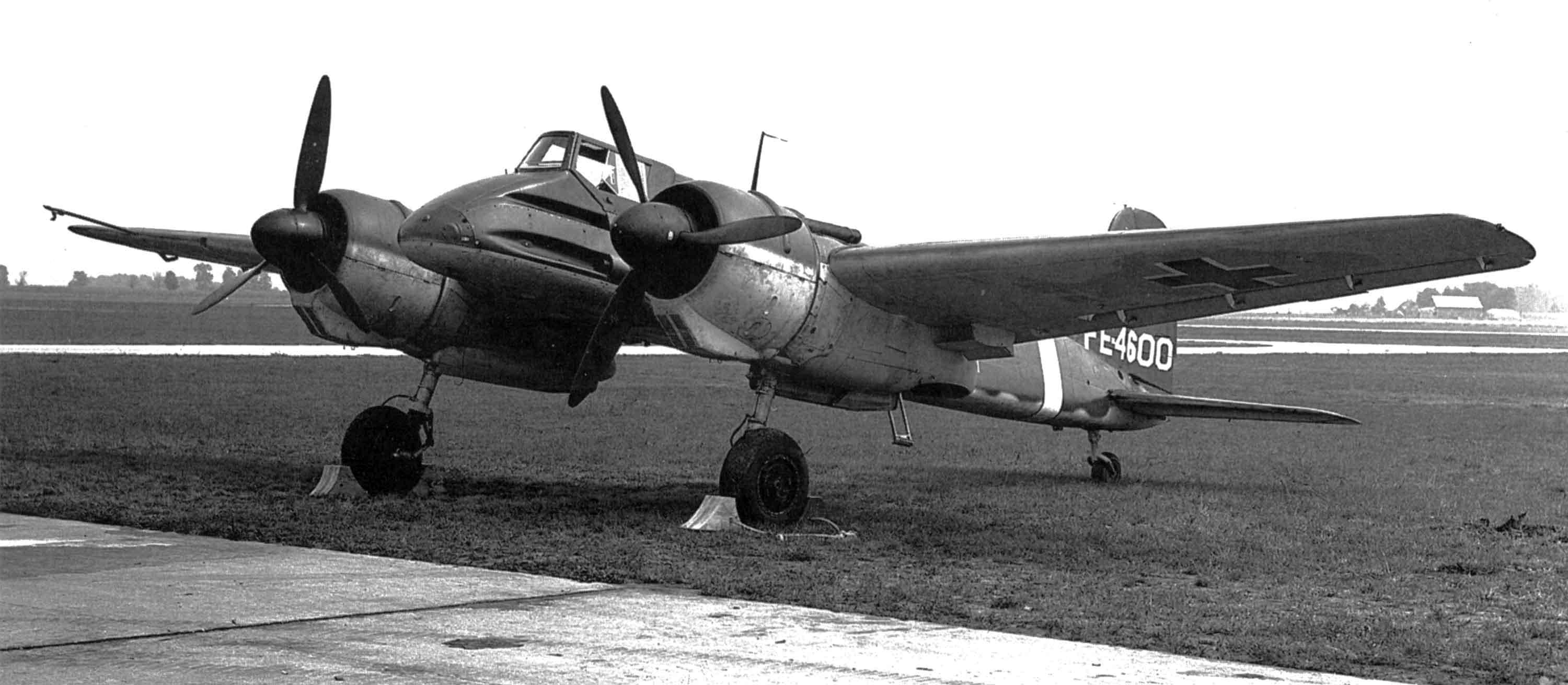
Hs 129, die Eigenentwicklung mit der größten selbst hergestellten Stückzahl

Die wichtigsten Henschel-Flugzeuge waren die Hs 123, ein Sturzkampfflugzeug, die Hs 126, ein Nahaufklärer und die Hs 129, ein zweimotoriges Schlachtflugzeug. Daneben wurden mehrere Prototypen und Experimentalflugzeuge hergestellt, die allerdings nicht in Serie gingen.
Hergestellt wurde in den Henschel Flugzeug-Werken lediglich der Flugzeugrumpf, genannt Zelle. Motoren und Waffen kamen von anderen Herstellern.
| Bezeichnung | Erstflug | Serienproduktion | Typ                                 | Stückzahl | Kommentar                                                                          |
| ----------- | -------- | ---------------- | ----------------------------------- | --------- | ---------------------------------------------------------------------------------- |
| Hs 121      | 1934     |                  | Schulflugzeug                       | 2         |                                                                                    |
| Hs 122      | 1934     | 1935–1936        | Nahaufklärungsflugzeug              | 19        |                                                                                    |
| Hs 123      | 1935     | 1936–1937        | Erdkampfflugzeug                    | 136       | 129 Flugzeuge bei AGO hergestellt, insgesamt 265                                   |
| Hs 124      | 1936     |                  | Mehrzweckflugzeug                   | 3         |                                                                                    |
| Hs 125      | 1934     |                  | Schulflugzeug                       | 2         |                                                                                    |
| Hs 126      | 1936     | 1938–1941        | Aufklärungsflugzeug                 | 505       | Konstruktion aufbauend auf Hs 122 430 Flugzeuge bei AGO hergestellt, insgesamt 935 |
| Hs 127      | 1937     |                  | Bomber                              | 2         |                                                                                    |
| Hs 128      | 1939     |                  | Höhenforschungsflugzeug             | 2         |                                                                                    |
| Hs 129      | 1939     | 1940–1944        | Schlachtflugzeug                    | ca. 880   |                                                                                    |
| Hs 130      | 1940     |                  | Bomber / Aufklärungsflugzeug        | 6         |                                                                                    |
| Hs 132      | –        |                  | Sturzkampfbomber / Schlachtflugzeug | 1         | Vor dem geplanten Erstflug 1945 von der Roten Armee eingenommen                    |

### Weitere Entwicklungen
Ab Kriegsbeginn wurden ferngesteuerte Flugkörper entwickelt. Eingesetzt wurden hiervon vor allem die Gleitbomben Hs 293 und Flugabwehrrakete Hs 297. Zur Erprobung der Hs 293 wurde ein Unterwasserschießstand eingerichtet.
| Bezeichnung            | Typ               | Stückzahl      |
| ---------------------- | ----------------- | -------------- |
| Hs 117 „Schmetterling“ | Flugabwehrrakete  | ca. 100        |
| Hs 293                 | Seezielflugkörper | über 7700      |
| Hs 294                 | Seezielflugkörper | 100–120        |
| Hs 295                 | Minenbombe        | Nur Prototypen |
| Hs 296                 | Panzersprengbombe | Nur Prototypen |
| Hs 297                 | Flugabwehrrakete  | 50             |
| Hs 298                 | Jägerrakete       | Nur Prototypen |

## Einsatz von Zwangsarbeit
In Schönefeld gab es fünf Lager für Zwangsarbeiter. Die Zwangsarbeiter waren in Holzbaracken untergebracht, die nach Kriegsende abgetragen wurden. Erhalten geblieben sind die vermutlich zur Lagerung von Werkzeug gebrauchten Steinbauten des Lagers V. Zwangsarbeiter wurden vor allem in der Fließbandproduktion von Flügeln für die Me 109 zu sich wiederholenden Arbeiten eingesetzt, in der auch ungelernte Arbeiter zum Einsatz kamen.
Im Rahmen einer Diskussion zur Verlagerung der Produktion unter Tage besichtigte unter anderem der Vorstandsvorsitzende Walter Hormel das Werk der AGO Flugzeugwerke in Hadmersleben, einer Außenstelle des KZ Buchenwald. Oscar Robert Henschel versuchte nach dessen Bericht die Verlagerung zu vermeiden. Stattdessen wurde in Schönefeld mit dem Bau eines Konzentrationslagers begonnen. Die SS übernahm diesen abgegrenzten Bereich des Werkes und verlegte zunächst ca. 400 Frauen aus dem KZ Ravensbrück dorthin.
Im Dezember 1944 produzierten die etwa 1100 Zwangsarbeiter in der KZ-Außenstelle, über die Hälfte Frauen, mehr als 93 % der Flugzeugteile des Unternehmens. Die größte Einzelgruppe stellten ungarische jüdische Frauen dar. Die tägliche Arbeitszeit betrug in der Regel 12–17 Stunden. Vom Juni 1944 bis November 1944 wurde die Fertigungszeit eines Flügels von ca. 941 Arbeitsstunden auf 392 Stunden gesenkt, was einen drastischen Rückgang darstellt. Täglich sind ca. 30 Menschen gestorben.
Zur NS-Geschichte der Flugzeug-Werke in Schönefeld wurde 2021 eine Ausstellung im Verwaltungsgebäude der Flughafengesellschaft Berlin-Brandenburg eröffnet. Ein Geschichtsleistungskurs des Amy Johnson Gymnasiums Schönefeld hat 2025 eine Wanderausstellung zum selben Thema vorgestellt. Sie wurde mit Unterstützung von Historikern des Dahmelandmuseums Königs Wusterhausen erarbeitet.

## Folgenutzung der Betriebsstätten
Auf dem Gelände des Berliner Standorts befand sich in der Folgezeit der Flughafen Berlin-Schönefeld und heute der Flughafen Berlin Brandenburg. Ehemalige Gebäude der Henschel Flugzeug-Werke werden dabei weiterhin genutzt. Andere Gebäude wurden infolge des Mauerbaus eingeebnet. Auf Teilen des Gebiets des Lagers V wurde 2023 mit dem Neubau eines Gebäudes für das Gymnasium Schönefeld begonnen.
Aus dem ehemaligen „Lohwerk“ der Henschel Flugmotorenbau in Altenbauna wurde Ende der 1950er Jahre das Volkswagenwerk Kassel.
Heute befinden sich auf dem Flughafen Kassel-Calden drei selbstständige Unternehmen, die ihren Ursprung in den Henschel Flugzeugwerken haben:
- ZF Luftfahrttechnik (Hubschrauber-Getriebebau von ZF Friedrichshafen)
- Airbus Helicopters Deutschland (Hubschrauberbetreuung – Teil der Airbus Group)
- Piper Generalvertretung Deutschland AG (Vertrieb von Piper-Flugzeugen sowie Ersatzteilvertrieb und Wartung über Tochterunternehmen)